# Niels-Henning Ørsted Pedersen
Niels-Henning Ørsted Pedersen (27. května 1946, Osted, Roskilde, Dánsko – 19. dubna 2005, Kodaň, Dánsko) byl dánský jazzový kontrabasista. Spolupracoval s mnoha různými hudebníky, mezi které patří i Kenny Drew, Oscar Peterson, Joe Pass a další. Byl známý také pod přezdívkou The Great Dane with the never-ending name nebo zkratkou svého jména NHØP. První album pod svým jménem vydal v roce 1975. Neslo název Jaywalkin' a hráli na něm například bubeník Billy Higgins a kytarista Philip Catherine.